# メラ (DCコミックス)
メラ（英: Mera）は、DCコミックスの出版するアメリカン・コミックス『アクアマン』に登場する架空のスーパーヒーロー。ジャック・ミラーとニック・カーディーによって創造され、1963年の"Aquaman #11"で初登場した。

## 概要
メラはアクアマンの妻であり、アトランティスの女王である。彼女はアトランティスから亡命したアトランティス人によって作られた国ゼベルの元王女で、ハイラという名の双子の妹がいる。メラは水を自在に操るハイドロキネシスの能力を持ち、ゼベルではアトランティスに復讐するため戦闘の訓練を受けて育てられていた。しかし、アクアマンと出会い恋に落ち、ゼベルの王女の地位を破棄してアトランティスに留まりアクアマンと結婚した。メラの情熱的な性格は自身が女王でありながらもアクアマンやアトランティスの兵士、またジャスティス・リーグのヒーローたちと共に戦いに参加する様子によく表れている。

## 書誌情報
| タイトル                            | 収録内容                           | 刊行日     | ISBN           |
| メラ                                | メラ                               | メラ       | メラ           |
| ----------------------------------- | ---------------------------------- | ---------- | -------------- |
| Mera: Queen of Atlantis             | Mera: Queen of Atlantis #1-6       | 2018年12月 | 978-1401285302 |
| アクアマン&メラ                     |                                    |            |                |
| Aquaman Vol.4: Underworld           | Aquaman vol.8 #25-30               | 2018年1月  | 978-1401275426 |
| Aquaman Vol.5: The Crown Comes Down | Aquaman vol.8 #31-33 and Annual #1 | 2018年7月  | 978-1401280697 |

## スピンオフ
アメコミ・ガールズ
DCコミックスの女性キャラクターを日本のアニメ風にデザインしたシリーズ。
DCコミックス・ボムシェルズ
DCコミックスの女性キャラクターをピンナップガール調にアレンジしたシリーズ。

## その他のメディア

### 映画
ジャスティス・リーグ（2017年）
アクアマン (映画)（2018年）
ジャスティス・リーグ:ザック・スナイダーカット（2021年）
アクアマン/失われた王国（2023年）
演 - アンバー・ハード、日本語吹替 - 田中理恵

### ドラマ
ヤング・スーパーマン (2001年-2011年)
演 - エレナ・サチン

### アニメ
ジャスティス・リーグ (2001年-2004年)
声 - クリスティン・バウアー・バン・ストレートン
バットマン:ブレイブ&ボールド (2008年-2011年)
声 - シリーナ・アーウィン、日本語吹替 - 幸田夏穂
ヤング・ジャスティス (2010年-現在)
声 - キャス・スーシー
ジャスティス・リーグ:アトランティスの進撃 (2015年)
声 - スマリー・モンタノ
DCスーパーヒーロー・ガールズ (2015年-現在)
声 - エリカ・リンドベック
レゴ®DCスーパーヒーローズ:アクアマン（2018年）
声 - スーザン・アイゼンバーグ
DCスーパーヒーロー・ガールズ:アトランティスの伝説（2018年）
声 - エリカ・リンドベック